# لاین لووساین
لاین لووساین (هلندی: Leijn Loevesijn؛ زادهٔ ۲ ژانویهٔ ۱۹۴۹) ورزشکار دوچرخه‌سواری پیست اهل هلند است.
وی در مسابقات کشوری و بین‌المللی در مجموع برندهٔ ۱ مدال طلا، ۱ مدال نقره، ۱ مدال برنز شده‌است.